# Predikosjukan
Predikosjukan var ett samtida namn för en form av extas som yttrade sig i en oemotståndlig lust att sjunga psalmer och hålla botpredikningar.  De flesta predikanter var fattiga barn och ungdomar, mestadels flickor och kvinnor som nästan alla kom från skogs- och landsbygden.  Fenomenet började vanligen med kroppsskakningar och konvulsioner, som följdes av en slags dvala och religiösa syner.
Det första kända utbrottet av detta tillstånd uppmärksammades i Övertorneå socken 1773 då Stina Larsdotter, en fattig 13-årig analfabet, predikade om behovet av bot, bättring och syndaånger under extatiska former i efterdyningar av hennes krampanfall. Larsdotter följdes av den 11-åriga Sophia Hast som på ett liknande sätt uppmanade till avhållsamhet från all sorts synd. Dessa båda predikoflickor utlöste den epidemi av predikosjuka som under ett par år gick genom Övertorneå och nådde en del av de angränsande socknarna.  När epidemin nådde sin kulmen, troligen i mitten av 1775, uppgick predikanternas antal till 87 i Övertorneå församling enligt den förteckning kyrkoherden Isaac Grape upprättade. I avhandlingen 'Norrländskt fromhetslif på sjuttonhundra-talet' 1919 beskrev kyrkoherden i Grundsunda socken Carl Hasselberg utförligt predikosjukan i Tornedalen under andra hälften av 1700-talet.
Under åren 1839-1843 härjade den småländska predikosjukan. Dess epicentrum var Hjälmseryds socken. När epidemin hade sin största utbredning nådde den inte bara andra delar av Jönköpings län; den gick också ner i Kronobergs län och in i angränsande delar av Västergötland och Östergötland. Den mest genuina beskrivningen kommer från prästen och läkaren Johan Pontén, som 1843 på eget förlag utgav 'Om Prediko-sjukan i Småland', ett 36-sidigt häfte där han beskriver tillståndet, ger en rad fallbeskrivningar och presenterar sina medicinska och teologiska betraktelser över orsaker och effekter av åtgärder.